# Mostek (ort i Tjeckien, Pardubice)
Mostek är en ort i Tjeckien.   Den ligger i regionen Pardubice, i den östra delen av landet, 130 km öster om huvudstaden Prag. Mostek ligger 369 meter över havet och antalet invånare är 224.
Terrängen runt Mostek är platt åt sydväst, men åt nordost är den kuperad. Terrängen runt Mostek sluttar västerut. Runt Mostek är det ganska tätbefolkat, med 65 invånare per kvadratkilometer. Närmaste större samhälle är Česká Třebová, 17,3 km sydost om Mostek. I omgivningarna runt Mostek växer i huvudsak blandskog.